# Chris Beal
Chris Beal (Ventura, 6 de agosto de 1985) é um lutador estadunidense de MMA que atualmente compete pela categoria Peso Galo do Ultimate Fighting Championship. Beal foi um dos participantes do The Ultimate Fighter: Team Rousey vs. Team Tate.

## Background
Beal lutou wrestling pelo Ventura High School onde foi vice-campeão do estado. Ele começou a treinar MMA em 2006 após ver seus amigos de colegial competindo na modalidade.

## Carreira no MMA

### Início no MMA
Beal iniciou sua carreira profissional no MMA em julho de 2009 contra Andrew Dominguez no CA Fight Syndicate - Throwdown at the Showdown 1, onde ele ganhou por decisão. Beal voltou a venceu por decisão contra Vicent Martinez no CA Fight Syndicate - Throwdown at the Showdown 2.

### BAMMA USA
Beal fez sua estreia no BAMMA USA no dia 20 de agosto de 2011 contra Evan Esguerra no Badbeat 3. Ele venceu por decisão dividida. Beal enfretou Kimmy Jones no  Badbeat 4. Beal venceu por decisão dividida. Em sua terceira luta na promoção, Chris enfrentou Jose Morales no Badbeat 5 em março de 2012. Ele venceu por nocaute técnico após aplicar boas cotoveladas no primeiro round.
Em sua luta seguinte, Beal enfrentou Kana Hyatt no Badbeat 6. Ele venceu por decisão unânime. Beal then faced Shad Smith at Badbeat 7 on October 12, 2012. He won the fight via unanimous decision, and would subsequently take a hiatus to take part on The Ultimate Fighter.
Após sua breve passagem no The Ultimate Fighter, Beal retornou ao BAMMA USA no Badbeat 12 para enfrentar Keith Carson. Ele venceu por nocaute técnico no segundo round.

### The Ultimate Fighter
Em agosto de 2013, foi anunciado que Beal faria parte da 18ª temportada do The Ultimate Fighter, sob comando de Miesha Tate e a Campeão Peso Galo Feminino do UFC, Ronda Rousey.
Em sua primeira luta, Beal enfrentou Sirwan Kakai para conseguir entrar na casa. Após dois rounds, Beal venceu por decisão unânime. Ele foi a primeira escolha entre os homens para o Time Rousey.
Em sua segunda luta no reality, Beal enfrentou a segunda escolha do Time Tate, Chris Holdsworth. Beal foi finalizado no primeiro round após Holdsworth aplicar uma guilhotina.

### Ultimate Fighting Championship
Após ser eliminado no início do reality show da promoção, Beal assinou com o UFC. Ele fez sua estreia em abril de 2014 no UFC 172 enfrentando Patrick Williams. Beal venceu por nocaute após acertar uma joelhada voadora em Williams no segundo round, desempenho que lhe rendeu o prêmio de Performance da Noite.
Em sua segunda luta na organização, Beal era esperado para enfrentar Rob Font no UFC Fight Night 50. No entanto, Font foi retirado do combate por causa de uma lesão. Logo em seguida, Beal foi encaixado para enfrentar Dustin Kimura no evento. No entanto, Kimura também teve que ser retirado do card e foi substituído por Tateki Matsuda. Beal venceu por decisão unânime dos juízes.
Beal enfrentou Neil Seery em 24 de Janeiro de 2015 no UFC on Fox: Gustafsson vs. Johnson, em sua estréia no peso mosca. Ele foi derrotado por decisão unânime, sofrendo sua primeira derrota no MMA profissional.
Beal enfrentou Chris Kelades em 23 de Agosto de 2015 no UFC Fight Night: Holloway vs. Oliveira. Ele sofreu sua segunda derrota na carreira, perdendo por decisão dividida.

## Títulos e realizações

### Artes marciais mistas
- Ultimate Fighting Championship
  - Performance da Noite (Uma vez) vs. Patrick Williams

## Cartel no MMA
| Cartel no MMA   |             |            |
| 13 lutas        | 10 vitórias | 3 derrotas |
| Por nocaute     | 3           | 0          |
| Por finalização | 0           | 1          |
| Por decisão     | 7           | 2          |

| Res.    | Cartel | Oponente         | Método                        | Evento                                           | Data       | Round | Tempo | Local                     | Notas                 |
| ------- | ------ | ---------------- | ----------------------------- | ------------------------------------------------ | ---------- | ----- | ----- | ------------------------- | --------------------- |
| Derrota | 10-3   | Joe Soto         | Finalização (mata-leão)       | UFC Fight Night: MacDonald vs. Thompson          | 18/06/2016 | 3     | 3:39  | Ottawa, Ontario           |                       |
| Derrota | 10-2   | Chris Kelades    | Decisão (dividida)            | UFC Fight Night: Holloway vs. Oliveira           | 23/08/2015 | 3     | 5:00  | Saskatoon, Saskatchewan   |                       |
| Derrota | 10-1   | Neil Seery       | Decisão (unânime)             | UFC on Fox: Gustafsson vs. Johnson               | 24/01/2015 | 3     | 5:00  | Estocolmo                 | Estréia nos Moscas.   |
| Vitória | 10-0   | Tateki Matsuda   | Decisão (unânime)             | UFC Fight Night: Jacaré vs. Mousasi II           | 02/09/2014 | 3     | 5:00  | Ledyard, Connecticut      |                       |
| Vitória | 9–0    | Patrick Williams | Nocaute (joelhada voadora)    | UFC 172: Jones vs. Teixeira                      | 26/04/2014 | 2     | 1:51  | Baltimore, Maryland       | Performance da Noite. |
| Vitória | 8–0    | Keith Carson     | Nocaute Técnico (socos)       | BAMMA USA - Badbeat 12                           | 28/03/2014 | 2     | 4:37  | Commerce, Califórnia      |                       |
| Vitória | 7–0    | Shad Smith       | Decisão (unânime)             | BAMMA USA - Badbeat 7                            | 12/10/2012 | 3     | 5:00  | Commerce, Califórnia      |                       |
| Vitória | 6–0    | Kana Hyatt       | Decisão (unânime)             | BAMMA USA - Badbeat 6                            | 13/07/2012 | 3     | 5:00  | Commerce, Califórnia      |                       |
| Vitória | 5–0    | Jose Morales     | Nocaute Técnico (cotoveladas) | BAMMA USA - Badbeat 5                            | 16/03/2012 | 1     | 4:45  | Commerce, Califórnia      |                       |
| Vitória | 4–0    | Jimmy Jones      | Decisão (dividida)            | BAMMA USA - Badbeat 4 & the ALFA League 8        | 13/01/2012 | 3     | 5:00  | Commerce, Califórnia      |                       |
| Vitória | 3–0    | Evan Esguerra    | Decisão (dividida)            | BAMMA USA - Badbeat 3 & the ALFA League 6        | 20/08/2011 | 3     | 5:00  | Commerce, Califórnia      |                       |
| Vitória | 2–0    | Vincent Martinez | Decisão (unânime)             | CA Fight Syndicate - Throwdown at the Showdown 2 | 02/10/2009 | 3     | 3:00  | Santa Barbara, Califórnia |                       |
| Vitória | 1–0    | Andrew Dominquez | Decisão (unânime)             | CA Fight Syndicate - Throwdown at the Showdown 1 | 03/07/2009 | 3     | 3:00  | Santa Barbara, Califórnia |                       |

### Cartel no TUF
| Res.    | Cartel | Oponente         | Método                   | Evento                                          | Data                          | Round | Tempo | Local             | Notas                                          |
| ------- | ------ | ---------------- | ------------------------ | ----------------------------------------------- | ----------------------------- | ----- | ----- | ----------------- | ---------------------------------------------- |
| Derrota | 1–1    | Chris Holdsworth | Finalização (guilhotina) | The Ultimate Fighter: Team Rousey vs. Team Tate | 18/09/2013 (data de exibição) | 1     | 4:16  | Las Vegas, Nevada | Quartas de final do The Ultimate Fighter 18    |
| Vitória | 1–0    | Sirwan Kakai     | Decisão (unânime)        | The Ultimate Fighter: Team Rousey vs. Team Tate | 04/09/2013 (data de exibição) | 2     | 5:00  | Las Vegas, Nevada | Rodada eliminatória do The Ultimate Fighter 18 |